# Liste des députés européens d'Allemagne de la 9e législature

Cet article présente la liste des députés européens d'Allemagne élus lors des élections européennes de 2019 en Allemagne pour affecter les sièges attribués à l'Allemagne lors de la neuvième législature du Parlement européen.
Avec la répartition des sièges du Parlement européen qui dépendait des traités mais qui dépendra de la démographie, l'Allemagne compte 79 des 751 députés européens en 2019 avant le Brexit et 79 des 705 députés européens en 2020 après le Brexit.

## Députés européens élus en 2019
| Nom                         | Parti | Parti                                       | Parti            | Groupe parlementaire européen |
| --------------------------- | ----- | ------------------------------------------- | ---------------- | ----------------------------- |
| Christine Anderson          |       | Alternative für Deutschland                 | AfD              | ID                            |
| Rasmus Andresen             |       | Bündnis 90/Die Grünen                       | GRÜNE            | Verts/ALE                     |
| Katarina Barley             |       | Sozialdemokratische Partei Deutschlands     | SPD              | S&D                           |
| Gunnar Beck                 |       | Alternative für Deutschland                 | AfD              | ID                            |
| Nicola Beer                 |       | Freie Demokratische Partei                  | FDP              | RE                            |
| Hildegard Bentele           |       | Christlich Demokratische Union Deutschlands | CDU              | PPE                           |
| Lars Patrick Berg           |       | Alternative für Deutschland                 | AfD              | ID                            |
| Stefan Heinrich Berger      |       | Christlich Demokratische Union Deutschlands | CDU              | PPE                           |
| Gabriele Bischoff           |       | Sozialdemokratische Partei Deutschlands     | SPD              | S&D                           |
| Jan Michael Bloss           |       | Bündnis 90/Die Grünen                       | GRÜNE            | Verts/ALE                     |
| Damian Boeselager           |       | Volt Europa                                 | Volt             | Verts/ALE                     |
| Patrick Breyer              |       | Piratenpartei Deutschland                   | PIRATEN          | Verts/ALE                     |
| Markus Buchheit             |       | Alternative für Deutschland                 | AfD              | ID                            |
| Klaus Buchner               |       | Ökologisch-Demokratische Partei             | ÖDP              | Verts/ALE                     |
| Hans Udo Bullmann           |       | Sozialdemokratische Partei Deutschlands     | SPD              | S&D                           |
| Delara Burkhardt            |       | Sozialdemokratische Partei Deutschlands     | SPD              | S&D                           |
| Martin Buschmann            |       | Partei Mensch Umwelt Tierschutz             | Tierschutzpartei | GUE/NGL → NI                  |
| Reinhard Bütikofer          |       | Bündnis 90/Die Grünen                       | GRÜNE            | Verts/ALE                     |
| Daniel Caspary              |       | Christlich Demokratische Union Deutschlands | CDU              | PPE                           |
| Anna Cavazzini              |       | Bündnis 90/Die Grünen                       | GRÜNE            | Verts/ALE                     |
| Viola von Cramon-Taubadel   |       | Bündnis 90/Die Grünen                       | GRÜNE            | Verts/ALE                     |
| Özlem Demirel               |       | Die Linke                                   | DL               | GUE/NGL                       |
| Anna Deparnay-Grunenberg    |       | Bündnis 90/Die Grünen                       | GRÜNE            | Verts/ALE                     |
| Christian Doleschal         |       | Christlich-Soziale Union in Bayern          | CSU              | PPE                           |
| Lena Düpont                 |       | Christlich Demokratische Union Deutschlands | CDU              | PPE                           |
| Christian Ehler             |       | Christlich Demokratische Union Deutschlands | CDU              | PPE                           |
| Cornelia Ernst              |       | Die Linke                                   | DL               | GUE/NGL                       |
| Engin Eroglu                |       | Freie Wähler                                | FW               | RE                            |
| Ismail Ertug                |       | Sozialdemokratische Partei Deutschlands     | SPD              | S&D                           |
| Markus Ferber               |       | Christlich-Soziale Union in Bayern          | CSU              | PPE                           |
| Nicolaus Fest               |       | Alternative für Deutschland                 | AfD              | ID                            |
| Romeo Franz                 |       | Bündnis 90/Die Grünen                       | GRÜNE            | Verts/ALE                     |
| Daniel Freund               |       | Bündnis 90/Die Grünen                       | GRÜNE            | Verts/ALE                     |
| Heinz Michael Gahler        |       | Christlich Demokratische Union Deutschlands | CDU              | PPE                           |
| Evelyne Gebhardt            |       | Sozialdemokratische Partei Deutschlands     | SPD              | S&D                           |
| Alexandra Geese             |       | Bündnis 90/Die Grünen                       | GRÜNE            | Verts/ALE                     |
| Jens Geier                  |       | Sozialdemokratische Partei Deutschlands     | SPD              | S&D                           |
| Helmut Geuking              |       | Familien-Partei Deutschlands                | FAMILIE          | CRE                           |
| Sven Giegold                |       | Bündnis 90/Die Grünen                       | GRÜNE            | Verts/ALE                     |
| Jens Gieseke                |       | Christlich Demokratische Union Deutschlands | CDU              | PPE                           |
| Andreas Glück               |       | Freie Demokratische Partei                  | FDP              | RE                            |
| Henrike Hahn                |       | Bündnis 90/Die Grünen                       | GRÜNE            | Verts/ALE                     |
| Svenja Hahn                 |       | Freie Demokratische Partei                  | FDP              | RE                            |
| Martin Häusling             |       | Bündnis 90/Die Grünen                       | GRÜNE            | Verts/ALE                     |
| Niclas Herbst               |       | Christlich Demokratische Union Deutschlands | CDU              | PPE                           |
| Pierrette Herzberger-Fofana |       | Bündnis 90/Die Grünen                       | GRÜNE            | Verts/ALE                     |
| Monika Hohlmeier            |       | Christlich-Soziale Union in Bayern          | CSU              | PPE                           |
| Dieter Peter Jahr           |       | Christlich Demokratische Union Deutschlands | CDU              | PPE                           |
| Petra Kammerevert           |       | Sozialdemokratische Partei Deutschlands     | SPD              | S&D                           |
| Ska Keller                  |       | Bündnis 90/Die Grünen                       | GRÜNE            | Verts/ALE                     |
| Moritz Körner               |       | Freie Demokratische Partei                  | FDP              | RE                            |
| Dietmar Köster              |       | Sozialdemokratische Partei Deutschlands     | SPD              | S&D                           |
| Maximilian Eugen Krah       |       | Alternative für Deutschland                 | AfD              | ID                            |
| Constanze Krehl             |       | Sozialdemokratische Partei Deutschlands     | SPD              | S&D                           |
| Joachim Kuhs                |       | Alternative für Deutschland                 | AfD              | ID                            |
| Sergey Lagodinsky           |       | Bündnis 90/Die Grünen                       | GRÜNE            | Verts/ALE                     |
| Bernd Lange                 |       | Sozialdemokratische Partei Deutschlands     | SPD              | S&D                           |
| Katrin Langensiepen         |       | Bündnis 90/Die Grünen                       | GRÜNE            | Verts/ALE                     |
| Hans-Peter Liese            |       | Christlich Demokratische Union Deutschlands | CDU              | PPE                           |
| Sylvia Limmer               |       | Alternative für Deutschland                 | AfD              | ID                            |
| Norbert Lins                |       | Christlich Demokratische Union Deutschlands | CDU              | PPE                           |
| Erik Marquardt              |       | Bündnis 90/Die Grünen                       | GRÜNE            | Verts/ALE                     |
| David McAllister            |       | Christlich Demokratische Union Deutschlands | CDU              | PPE                           |
| Jörg Meuthen                |       | Alternative für Deutschland                 | AfD              | ID                            |
| Martina Michels             |       | Die Linke                                   | DL               | GUE/NGL                       |
| Marlene Mortler             |       | Christlich-Soziale Union in Bayern          | CSU              | PPE                           |
| Ulrike Müller               |       | Freie Wähler                                | FW               | RE                            |
| Hannah Neumann              |       | Bündnis 90/Die Grünen                       | GRÜNE            | Verts/ALE                     |
| Norbert Neuser              |       | Sozialdemokratische Partei Deutschlands     | SPD              | S&D                           |
| Angelika Niebler            |       | Christlich-Soziale Union in Bayern          | CSU              | PPE                           |
| Niklas Nienass              |       | Bündnis 90/Die Grünen                       | GRÜNE            | Verts/ALE                     |
| Maria Noichl                |       | Sozialdemokratische Partei Deutschlands     | SPD              | S&D                           |
| Jan-Christoph Oetjen        |       | Freie Demokratische Partei                  | FDP              | RE                            |
| Jutta Paulus                |       | Bündnis 90/Die Grünen                       | GRÜNE            | Verts/ALE                     |
| Markus Pieper               |       | Christlich Demokratische Union Deutschlands | CDU              | PPE                           |
| Dennis Radtke               |       | Christlich Demokratische Union Deutschlands | CDU              | PPE                           |
| Guido Reil                  |       | Alternative für Deutschland                 | AfD              | ID                            |
| Terry Reintke               |       | Bündnis 90/Die Grünen                       | GRÜNE            | Verts/ALE                     |
| Martin Schirdewan           |       | Die Linke                                   | DL               | GUE/NGL                       |
| Christine Schneider         |       | Christlich Demokratische Union Deutschlands | CDU              | PPE                           |
| Helmut Scholz               |       | Die Linke                                   | DL               | GUE/NGL                       |
| Sven Schulze                |       | Christlich Demokratische Union Deutschlands | CDU              | PPE                           |
| Joachim Schuster            |       | Sozialdemokratische Partei Deutschlands     | SPD              | S&D                           |
| Andreas Schwab              |       | Christlich Demokratische Union Deutschlands | CDU              | PPE                           |
| Ralf Seekatz                |       | Christlich Demokratische Union Deutschlands | CDU              | PPE                           |
| Nico Semsrott               |       | Die PARTEI                                  |                  | Verts/ALE                     |
| Sven Simon                  |       | Christlich Demokratische Union Deutschlands | CDU              | PPE                           |
| Birgit Sippel               |       | Sozialdemokratische Partei Deutschlands     | SPD              | S&D                           |
| Martin Sonneborn            |       | Die PARTEI                                  |                  | NI                            |
| Sabine Verheyen             |       | Christlich Demokratische Union Deutschlands | CDU              | PPE                           |
| Axel Voss                   |       | Christlich Demokratische Union Deutschlands | CDU              | PPE                           |
| Marion Walsmann             |       | Christlich Demokratische Union Deutschlands | CDU              | PPE                           |
| Manfred Weber               |       | Christlich-Soziale Union in Bayern          | CSU              | PPE                           |
| Rainer Wieland              |       | Christlich Demokratische Union Deutschlands | CDU              | PPE                           |
| Tiemo Wölken                |       | Sozialdemokratische Partei Deutschlands     | SPD              | S&D                           |
| Bernhard Zimniok            |       | Alternative für Deutschland                 | AfD              | ID                            |

## Entrants et sortants
| Entrant                       | Parti                                  | Groupe    | En remplacement de | Date             | Motif     |
| ----------------------------- | -------------------------------------- | --------- | ------------------ | ---------------- | --------- |
| Manuela Ripa                  | Parti écologiste-démocrate             | Verts/ALE | Klaus Buchner      | 16 juillet 2020  | Démission |
| Karolin Braunsberger-Reinhold | Union chrétienne-démocrate d'Allemagne | PPE       | Sven Schulze       | 14 octobre 2021  | Démission |
| Malte Gallée                  | Alliance 90/Les Verts                  | Verts/ALE | Sven Giegold       | 22 décembre 2021 | Démission |
| Karsten Lucke                 | Parti social-démocrate d'Allemagne     | S&D       | Norbert Neuser     | 11 janvier 2022  | Démission |
| René Repasi                   | Parti social-démocrate d'Allemagne     | S&D       | Evelyne Gebhardt   | 2 février 2022   | Démission |
| Matthias Ecke                 | Parti social-démocrate d'Allemagne     | S&D       | Constanze Krehl    | 3 octobre 2022   | Démission |
| Thomas Rudner                 | Parti social-démocrate d'Allemagne     | S&D       | Ismail Ertug       | 3 juillet 2023   | Démission |
| Niels Geuking                 | Parti des familles d'Allemagne         | PPE       | Helmut Geuking     | 5 février 2024   | Démission |
| Jan Ovelgönne                 | Alliance 90/Les Verts                  | Verts/ALE | Malte Gallée       | 12 mars 2024     | Démission |

## Changement d'affiliation
| Membre             | Parti  | Parti   | Groupe | Groupe  | Date            |
| Membre             | Ancien | Nouveau | Ancien | Nouveau | Date            |
| ------------------ | ------ | ------- | ------ | ------- | --------------- |
| Lars Patrick Berg  | AfD    | LKR     | ID     | CRE     | 23 juin 2021    |
| Jörg Meuthen       | AfD    | Zentrum | ID     | NI      | 14 février 2022 |
| Christine Anderson | AfD    | AfD     | ID     | NI      | 23 mai 2024     |
| Gunnar Beck        | AfD    | AfD     | ID     | NI      | 23 mai 2024     |
| Markus Buchheit    | AfD    | AfD     | ID     | NI      | 23 mai 2024     |
| Nicolaus Fest      | AfD    | AfD     | ID     | NI      | 23 mai 2024     |
| Maximilian Krah    | AfD    | AfD     | ID     | NI      | 23 mai 2024     |
| Joachim Kuhs       | AfD    | AfD     | ID     | NI      | 23 mai 2024     |
| Sylvia Limmer      | AfD    | AfD     | ID     | NI      | 23 mai 2024     |
| Guido Reil         | AfD    | AfD     | ID     | NI      | 23 mai 2024     |
| Bernhard Zimniok   | AfD    | AfD     | ID     | NI      | 23 mai 2024     |